# Fitònim

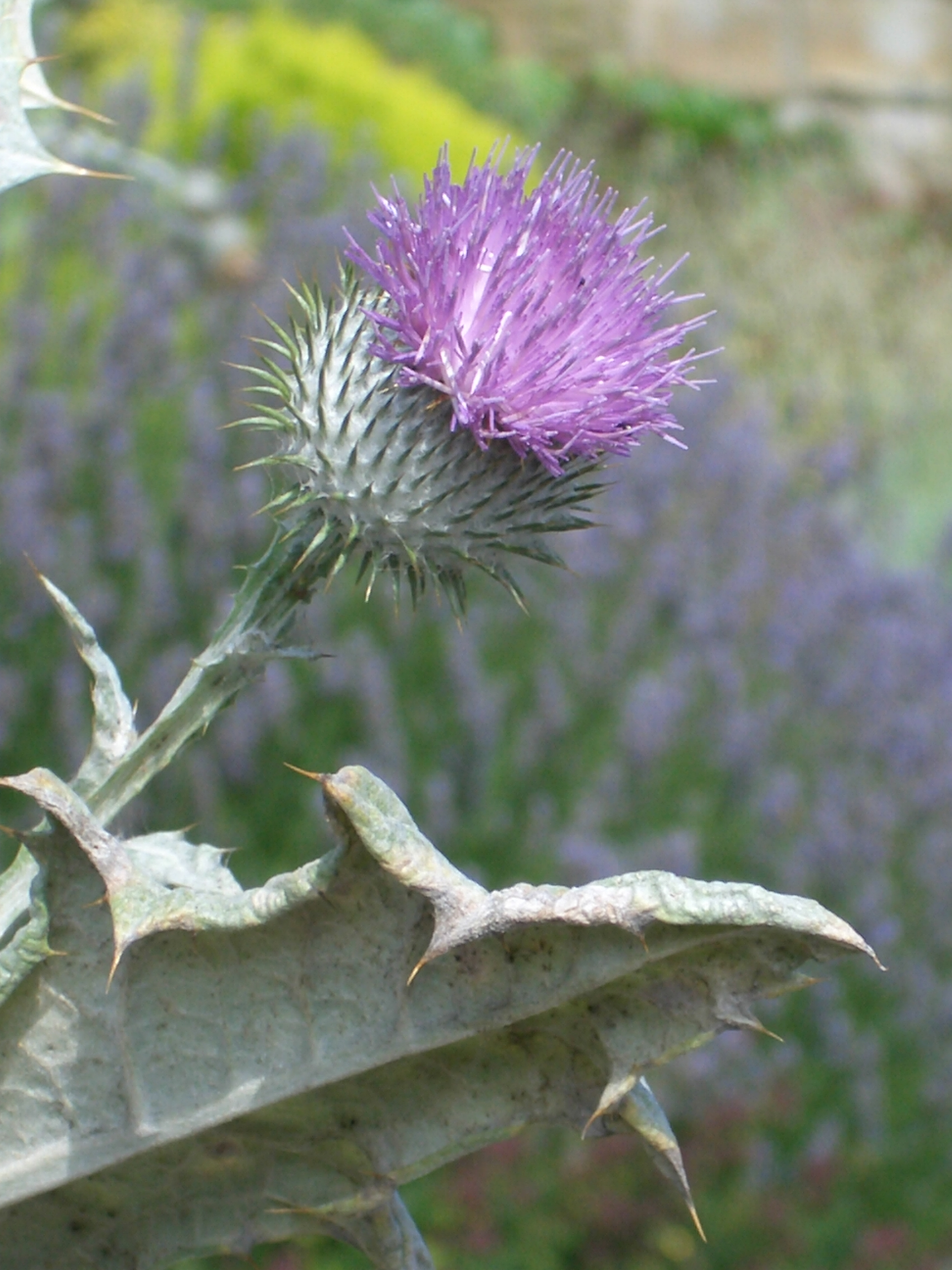
Bufassa, cardalloba, cardiga, cardigàs, cardot gros, carnera borda i pet d'ase són, entre d'altres, els diversos fitònims en català per denominar l'espècie Onopordum acanthium L.

Un fitònim és el nom d'una planta. Aquest terme prové del grec: la forma prefixada fit- del mot phytón, ‘planta’ i la forma sufixada -ònim del mot ónyma, ‘nom’.
El conjunt de fitònims, doncs, forma la fitonímia, és a dir, la nomenclatura taxonòmica botànica, i el seu estudi comporta la fitologia, o botànica, rama de la biologia que s'ocupa de l'estudi de les plantes.

## Fitònims amb formes pròpies
Un fitònim, tot i ser un mot comú originalment, ha desenvolupat formes pròpies en les cultures al llarg de la història.

### Fitònims propis
Els noms propris d'arbres i plantes no són gaire abundants, però els existents sovint corresponen a arbres monumentals o singulars, amb les següents estructures gramaticals possibles, entre altres:
- Sintagmes nominals del tipus article + fitònim + adjectiu | sintagma preposicional. Per exemple,  el Pi de les Tres Branques (Castellar del Riu), el Roure de Can Codorniu (Sant Sadurní d'Anoia),[3][4] el Pi del Cugat (La Morera de Montsant);[5] la Lloca de Canals (un plàtan del 1914 a qui Vincent Andrès Estellès va dedicar un poema, a Canals, La Costera);[6] la Savina de sa Tanca d'allà dins (Sant Francesc Xavier, Formentera);[7] El Pino Gordo de Valdelagua (Espeja, Salamanca, Castella i Lleó), El Roble Gordo (San Miguel del Robledo, Salamanca, Castella i Lleó).
- Antonomàsia del tipus article + fitònim en augmentatiu (+ sintagma preposicional). Per exemple, Las Encinotas (La Sagrada). Així mateix, l'antonomàsia d'article + fitònim amb canvi de gènere. Per exemple, La Olma de Pareja (un om a Guadalajara).
- Construcció del tipus article + substantiu o adjectiu substantivat. Per exemple, Els Estanca-sangs, freixes de fulla petita a Santa Maria del Camí (Mallorca);[7] La Desmochada, alzina a Navarredonda de Salvatierra, localitat de Frades de la Sierra (Salamanca, Castella i Lleó); La Marquesa i El Fraile, alzines a Terradillos (Salamanca, Castella i Lleó).
- Sense determinació. Per exemple, Diamond (una sequoia gegant) i Methuselah (un pi de llarga vida, és a dir, de l'espècia Pinus longaeva), ambdós arbres a Califòrnia.

### Fitònims esdevinguts topònims
Hi ha un gran nombre de fitònims esdevinguts topònims, és a dir, fitotopònims. Entre ells es poden comptar, per exemple, els municipis de: Figueres (Alt Empordà); Pineda de Mar, al Maresme; El Pinell de Brai, a la Terra Alta; La Freixneda i Vall-de-roures, municipis a la Franja (Terol, Aragó); El Figueró (El Figueró i Montmany, municipi del Vallès Oriental); Canyelles (Garraf, derviat de canya); Lloret de Mar (La Selva); La Mata de Morella (Els Ports); L'Alfàs del Pi (Marina Baixa); L'Ametlla del Vallès, L'Ametlla de Merola, l'Ametlla de Segarra i l'Ametlla de Mar (diferents comarques de Catalunya); Ullastrell (al Vallès Occidental); La Jonquera (Alt Empordà); Ginestar (Ribera d'Ebre); La Garriga, municipi del Vallès Oriental; Garriguella, municipi de l'Alt Empordà; la comarca de Les Garrigues; el poblet d'Olzinelles (Sant Celoni, Vallès Oriental); el poble de Viladordis, entitat de població i barriada de Manresa (al Bages); el municipi de Sant Joan Despí (Barcelonès); La Verneda, un barri de Barcelona; la comarca de la Noguera; etc. Endemés, hi ha certs topònims derivats de fitònims. Per exemple, Les Espartogues, nom d'una partida de Sarroca de Lleida, derivat del fitònim espart; La Botjoga, una partida de Torrefeta i Florejacs, derivat del fitònim botja; etc.
Albalat (una partida de Sogorb) potser no cap en aquesta llista, ja que el Diccionari Alcover-Moll i altres escrits el fan derivar de la frase àrab al-balat, el camí, mentre que el llibre sobre els noms aragonesos a Sogorb fa derivar Albalat d'una arrel germànica, dels visigots i que remetria a cardassar de cardots grossos.
A França, tenim, per exemple, L'Avelhanet (Arieja), etc.

### Fitònims esdevinguts antropònims com a cognom o llinatge
Alguns fitònims esdevinguts antropònims com a cognom o llinatge inclouen, per exemple, Pineda, Pruneda, Rovira, Juncosa, Boixeda, etc.